# وودلندکورنر (ویسکانسین)
وودلندکورنر (به انگلیسی: Woodland Corner) یک منطقهٔ مسکونی در ایالات متحده آمریکا است که در شهرستان بارنت، ویسکانسین واقع شده‌است. وودلندکورنر ۳۱۶٫۰۸ متر بالاتر از سطح دریا واقع شده‌است.